# 伊能嘉矩
伊能嘉矩（1867年6月11日—1925年9月30日），日本人類學家、民俗學家，其一生致力於臺灣研究，是臺灣歷史及原住民研究的奠基人之一。同時他也對自己的故鄉遠野地區進行歷史民俗研究，此即影響了柳田國男所著之《遠野物語》的內容。1949年6月6日，學者楊雲萍在《公論報》副刊——「臺灣風土」專欄上，將伊能氏的《臺灣文化志》一書選入「臺灣研究必讀書十部」中。楊氏並且認為：「可以說：『臺灣研究的都市』的任一曲巷小路，沒有一處沒有伊能嘉矩的『日影』的映照的。」

## 生平
1867年6月11日（慶應3年5月9日），伊能嘉矩出生於日本遠野横田村新屋敷（現岩手縣遠野市東館町），從小就在祖父的嚴厲督促下熟讀四書五經。
1885年，前往東京遊學。1887年，以公費推廣生資格進入岩手師範學校就讀。1889年2月11日（日本建國紀念日：紀元節），日本憲法設立，與菊池房松、鵜飼悅彌、里見朝佑結盟鼓動（學生運動）而被退學。同年10月，進入每日新聞社接任編輯。1893年，加入“東京人類學會”，師從東京大學人類學教授坪井正五郎（1863~1913）。1894年12月，與鳥居龍藏創辦“人類學講習會”。
1895年11月，伊能嘉矩以陸軍省雇員身分來到臺灣，任職於總督府民政局。到臺灣後，他隨即與田代安定（1857~1928）組織「台灣人類學會」，開始學習台語、泰雅語，進而調查原住民各族語言。
1897年5月至11月，他進行了為期192日的「蕃人教育設施準備に関する調查」，在這段足跡遍布臺灣全島的調查旅程，他將自己漸趨成形之分析方法，充分應用於田野資料上，同時也參照了如田代安定、鳥居龍藏等人的研究成果，將他們的研究融入自己的理論中，提出了臺灣原住民的解釋體系，其依據各族群語言及透過「體質特徵、土俗異同、思想進否、言語異同、歷史口碑」五種原則的比較，將臺灣原住民以「共有某種特殊性質的集成一體，再以其共有特徵的遠近，劃定系統上血緣的遠近」，並依「群、族、部」的分類，將臺灣原住民分成4群8族21部（8族：泰雅、阿美、布農、鄒、賽夏、排灣、卑南、平埔），打破以往在清政府撫蕃時所做「生蕃」、「熟蕃」之劃分。1898年4月，伊能嘉矩任“蕃政研究”調查員，發表《臺灣土蕃開發狀況》。1900年，臨時臺灣舊慣調查會成立，任命伊能嘉矩為幹事。幾年間，其分別完成了他於人類學的著作《臺灣蕃人事情》，以及回溯梳理清代二百年熟蕃統治史的《臺灣蕃政志》，具備劃時代的重要意義。1904年4月，伊能嘉矩以《臺灣蕃政志》向東京大學申請博士學位，但在1907年遭撤回。
1906年，伊能嘉矩辭去一切職務，回到故鄉遠野後，專心進行文獻編纂的工作，期間發表《岩手縣史》。1909年，伊能嘉矩完成《大日本地名辭書序編─台灣篇》；1922年（大正十一年）總督府設立「台灣總督府史料編纂委員會」，聘請伊能嘉矩撰寫清代臺灣歷史，這就是後來對臺灣史研究影響重大的《臺灣文化志》。
1925年（大正14年）8月9日，因為在臺灣所染瘧疾復發，進入盛岡一家醫院治療。同年9月30日，伊能嘉矩病逝，享年58歲。

## 作品

### 在世著作
- 1895-1899，《東京人類学会雑誌：臺湾通信》，連刊（第一回～第二十八回）。東京：東京人類學會。
- 1899，《世界に於ける臺湾の位置》。東京：林書房。
- 1900，《臺灣蕃人事情》。臺北：臺灣總督府民政局文書課。
- 1902，《臺灣志》，卷一、卷二。東京：文學社。
- 1903，《臺灣年表》，臺北：小林里平。
- 1904，《臺灣蕃政志》。臺北：臺灣總督府民政部殖產局。
- 1904，《領臺始末》。臺北：臺灣日日新報社。
- 1905，《領臺十年史》。臺北：新高堂。
- 1905，《臺灣巡撫トシテノ：劉銘傳》。臺北：新高堂。
- 1905，《臺灣蕃政志》。臺北：臺灣總督府殖產局。
- 1909，《大日本地名辭書續編》，第三：臺灣。東京：富山房。
- 1911，《臺灣總督府理蕃誌稿》，第一編。臺北：臺灣總督府民政部蕃務本署。
- 1914，《領臺始末》。臺北：臺灣日日新報社。
- 1918，《傳說に顯はれたる日臺の連鎖》，臺北：新高堂
- 1928，《臺灣文化志》，上卷、中卷、下卷。東京：刀江書院。
- 1935，《興味の臺灣史話：島都舊志稿》。東京：萬報社。

### 中文譯著
- 2011，《臺灣文化志(中譯本)修訂版》伊能嘉矩原著，國史館臺灣文獻館編譯。南投：國史館臺灣文獻館，ISBN 9789866764745
- 2012，《臺灣踏查日記》伊能嘉矩原著，楊南郡譯註。臺北市：遠流，1996，ISBN 9573230658(上/下兩冊)；遠流再版，ISBN 9789573268956 (上) / ISBN 9789573268963 (下)
- 2012，《平埔族調查旅行：伊能嘉矩「臺灣通信」選集》伊能嘉矩原著，楊南郡譯註。臺北市：遠流，1996，ISBN 9573228971；遠流再版，ISBN 9789573268932
- 2012，《原住民的山林及歲月 : 日籍學者臺灣原住民族群、生活與環境研究論文集》伊能嘉矩等作，蔣斌、滿田彌生主編。臺北市：中研院民族所，ISBN 9789860348309
- 2017，《臺灣文化志（全三卷，全新審定版）：聳立在臺灣研究史上不朽的金字塔，伊能嘉矩畢生心血的集大成之作》，伊能嘉矩原著，國史館臺灣文獻館譯。大家出版，ISBN 9789869534284
- 2021，《伊能嘉矩: 臺灣地名辭書》伊能嘉矩原著, 本書譯自《大日本地名辭書・續篇》臺灣篇，吳密察譯，翁佳音審訂。大家出版，ISBN 9789579542982

### 後人整理
- 1992，《伊能嘉矩の臺灣踏查日記》伊能嘉矩著, 森口雄稔編。臺北縣板橋市: 臺灣風物出版, ISBN 9784893582164
- 1998，《伊能嘉矩蕃語調查ノート》伊能嘉矩著, 森口恒一編著。風響社, ISBN 9784938718862

## 對臺灣史學的貢獻
伊能嘉矩從1897年進行「蕃人教育設施準備に関する調查」開始，他陸續發表了幾篇對於臺灣原住民知識的概括性重要文章。1900年，「臺灣慣習研究會」成立，伊能嘉矩常於《臺灣慣習記事》上刊登有關臺灣漢人之舊慣及民俗文章，自此從人類學跨入了歷史學的領域。1902年，他出版了來臺後第一部重要著作《臺灣志》。1908年，他參與了《大日本地名辭書》臺灣篇之撰寫工作。1922年，臺灣總督府設立史料編纂委員會，伊能嘉矩被聘為委員而撰編文稿，其於1925年逝世時，留下一部多達54冊的《臺灣全史》遺稿，並於1928年出版為《臺灣文化志》，當時於臺灣發展的日籍知名文人尾崎秀真曾讚譽其為「臺灣史學之權威」；同年，伊能嘉矩的大部分臺灣民族學標本入藏於臺北帝國大學（今國立臺灣大學）之標本室，圖書、手稿等則入藏於該校圖書館，爾後被稱為「伊能文庫」。1941年，致力於臺灣史研究之臺灣知名學者楊雲萍，評價其為「臺灣研究之碩學」、「臺灣研究史上不朽之金字塔」。1997年，長年收藏於國立臺灣大學圖書館的「伊能文庫」完成整理，使其在臺灣史學的成就推廣至更高峰，他的相關著作已為臺灣研究之重要參考材料，其可提供的臺灣文史知識，尤以平埔族的調查紀錄《臺灣蕃政志》與《臺灣文化志》最為重要。

## 相關文獻
- 荒田昌典，《伊能嘉矩：鄉土と臺湾研究の生涯》，日本遠野市立博物館，1995年。
- 國立臺灣大學圖書館伊能嘉矩與臺灣研究特展專刊編輯小組，《伊能嘉矩與臺灣研究特展專刊》，臺北市：國立臺灣大學圖書館，1998年。
- 國立臺灣大學人類學系，《臺大人類學系伊能藏品研究》。臺北市: 國立臺灣大學，1998年。
- 荻野馨，《伊能嘉矩：年譜、資料、書誌》，日本岩手県岩野市：遠野物語研究所，1998年。
- 日本順益臺灣原住民研究會，《伊能嘉矩收藏臺湾原住民写真集》，臺北市：順益臺灣原住民博物館出版：南天書局發行，1999年。
- 陳偉智，《伊能嘉矩: 臺灣歷史民族誌的展開》，臺北市: 國立臺灣大學出版中心，2014年。
- 吳密察，〈導讀 伊能嘉矩的臺灣研究及其當代意義〉，收錄於伊能嘉矩，《臺灣文化志》，臺北市：遠流出版事業股份有限公司，2017年，P.3-P.6。

## 關連人物
- 柳田國男
- 田代安定
- 鳥居龍藏
- 佐佐木喜善
- 坪井正五郎
- 楊雲萍

## 外部連結
- 國立臺灣大學圖書館：臺灣蕃人事情 （页面存档备份，存于）
- 國立臺灣大學圖書館：伊能嘉矩 （页面存档备份，存于）
- 公共電視：臺灣百年人物誌－伊能嘉矩 （页面存档备份，存于）